# Gare de La Ferté-Alais
Pour les articles homonymes, voir Gare de La Ferté.
La gare de La Ferté-Alais est une gare ferroviaire française de la ligne de Villeneuve-Saint-Georges à Montargis, située à la limite des territoires des communes de Baulne et La Ferté-Alais, dans le département de l'Essonne en région Île-de-France.
Ouverte en 1865 par la Compagnie des chemins de fer de Paris à Lyon et à la Méditerranée, c'est aujourd'hui une gare de la Société nationale des chemins de fer français (SNCF) desservie par les trains de la ligne D du RER. Elle se situe à une distance de 52,51 km de Paris-Gare-de-Lyon.

## Situation ferroviaire
La gare de La Ferté-Alais, édifiée à une altitude de 64 m, est située au point kilométrique (PK) 52,515 de la ligne de Villeneuve-Saint-Georges à Montargis, entre les gares de Ballancourt et de Boutigny.

## Histoire

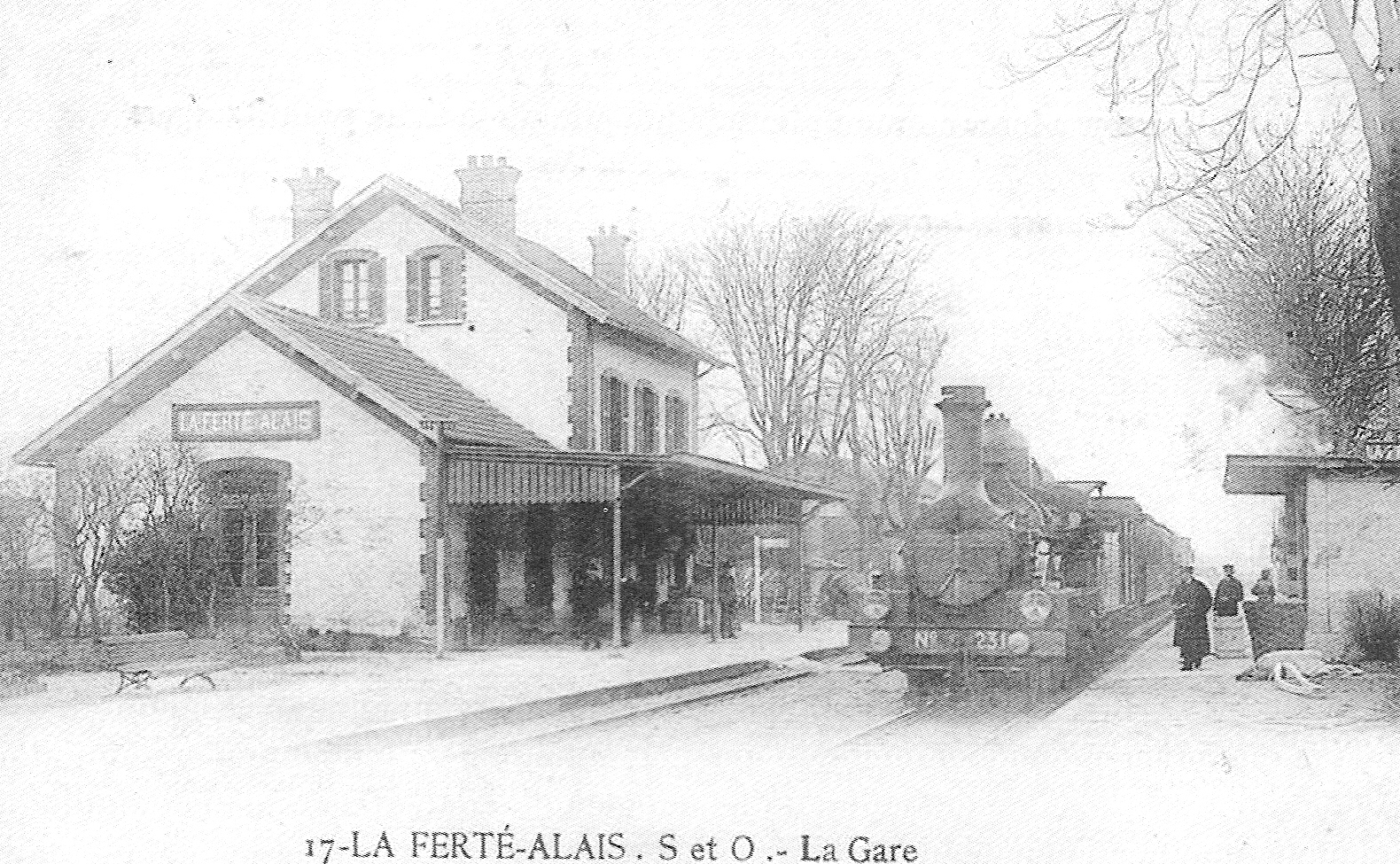
Vue de l'intérieur de la gare au début du XXe siècle.

La station de La Ferté-Alais est mise en service par la Compagnie des chemins de fer de Paris à Lyon et à la Méditerranée (PLM), le 5 janvier 1865, lors de l’inauguration de la section de Corbeil à Maisse de la ligne de Villeneuve-Saint-Georges à Montargis.
De 1984 à 1992, la gare a été le point de départ des autorails vers Malesherbes avant l'électrification totale de la ligne.
En 2016, selon les estimations de la SNCF, la fréquentation annuelle de la gare est de 475 200 voyageurs.

## Service des voyageurs

### Accueil

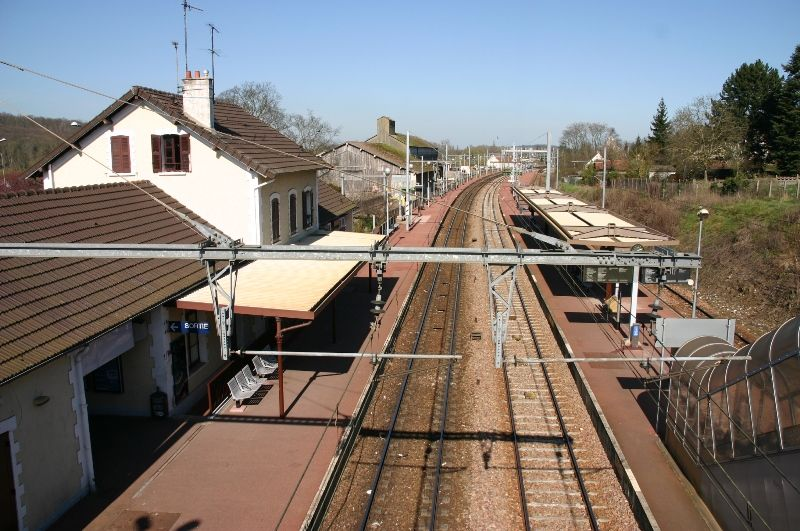
La gare vue de la passerelle. À gauche : voie 2 vers Corbeil. Au centre : voie 1 vers Malesherbes. À droite : voie A, pour le retournement des trains.

Gare SNCF du réseau Transilien, elle offre divers services avec, notamment, une présence commerciale quotidienne du lundi au dimanche et jours de fêtes, et des aménagements et services pour les personnes à mobilité réduite. Elle est équipée d'automates pour la vente des titres de transport ainsi que d'un « système d'information sur les circulations des trains en temps réel ».

### Desserte
La gare est desservie par les trains de la ligne D du RER.

### Correspondances
Un parking pour les véhicules est aménagé à proximité. La gare est desservie par les lignes 4305, 4306, 4316 et 4344 du réseau de bus Essonne Sud Est, par les lignes 4434, 4435, 4441 et 4442 du réseau de bus Essonne Sud Ouest et par le service de soirée 4251 du réseau de bus Évry Centre Essonne.